# Roche VD
| VD ist das Kürzel für den Kanton Waadt in der Schweiz. Es wird verwendet, um Verwechslungen mit anderen Einträgen des Namens Roche zu vermeiden. |

Roche ist eine politische Gemeinde im Distrikt Aigle des Kantons Waadt in der Schweiz.

## Geographie
Roche liegt auf 390 m ü. M., 6 km nordnordwestlich des Bezirkshauptortes Aigle (Luftlinie). Das Dorf erstreckt sich am östlichen Rand des Rhonetals, am Austritt des Bergbaches Eau Froide aus den  Waadtländer Voralpen, am Westfuss der Höhen der Tour d’Aï.
Die Fläche des 6,5 km² grossen Gemeindegebiets umfasst einen Abschnitt des Rhônetals und der angrenzenden Hänge. Im Westen reicht der Gemeindeboden weit in die Rhôneebene hinaus bis an den Grand Canal. Nach Osten erstreckt sich das Gebiet über die sehr steilen, bewaldeten und von Felsbändern durchzogenen Hänge beidseits des Wildbachs Eau Froide bis auf die Tête de Sauquenil (1085 m ü. M.; Westabschnitt des Mont d’Arvel) und auf die Höhe La Sarse (mit 1502 m ü. M. der höchste Punkt von Roche) bei der Alp Les Agites. Von der Gemeindefläche entfielen 1997 16 % auf Siedlungen, 31 % auf Wald und Gehölze, 51 % auf Landwirtschaft und etwas weniger als 2 % war unproduktives Land.
Zu Roche gehören einige Einzelhöfe in der Rhôneebene. Nachbargemeinden von Roche sind Villeneuve, Corbeyrier, Yvorne, Chessel, Noville und Rennaz.

## Bevölkerung
Mit 1949 Einwohnern (Stand 31. Dezember 2023) gehört Roche zu den kleineren Gemeinden des Kantons Waadt. Von den Bewohnern sind 93,4 % französischsprachig, 2,0 % deutschsprachig und 1,5 % italienischsprachig (Stand 2000). Die Bevölkerungszahl von Roche belief sich 1850 auf 351 Einwohner, 1900 auf 528 Einwohner. Im Verlauf des 20. Jahrhunderts nahm die Bevölkerungszahl bis 1970 (848 Einwohner) kontinuierlich zu. Seither pendelt sie im Bereich zwischen 780 und 880 Einwohner.

## Wirtschaft
Roche war früher ein vorwiegend durch die Landwirtschaft geprägtes Dorf. Schon seit dem 16. Jahrhundert wurde eine Salzmine betrieben. Während der Berner Zeit war Roche bis 1798 eine wichtige Salzlagerstätte für die Produkte der Salzminen von Aigle und Bex. Im Verlauf des 19. Jahrhunderts begann man mit dem Abbau von Kalkstein am Ort. Die Steinbrüche oberhalb des Dorfes beidseits der Eau Froide sind weithin sichtbar. Im Jahr 1896 wurde das Zementwerk eröffnet.
Ein etwas südlich und ebenso am Hang gelegener kleiner Steinbruch brachte einen ungewöhnlich bunten Kalkstein hervor, der in Vergangenheit als Marbre de Roche bezeichnet wurde, dessen Anwendungen im Kunsthandwerk des 18. Jahrhunderts durch die Werkstätte Funk in Bern und die Marbrerie Doret in Vevey zeitweilig große Bedeutung erlangte. Eine spätere besondere Anwendung besteht in dem Einsatz des Materials beim Innenausbau des Bundeshauses in Bern.
Noch heute haben der Ackerbau und der Obstbau in der Rhôneebene einen gewissen Stellenwert in der Erwerbsstruktur der Bevölkerung. Im Bereich des Ortes gibt es einige kleine Weinbauflächen. Weitere Arbeitsplätze sind im lokalen Kleingewerbe und im Dienstleistungssektor vorhanden. Mit der Schliessung des seit 1992 der Holderbank Ciments et Bétons gehörenden Zementwerks gingen im Jahr 1999 zahlreiche Arbeitsplätze verloren. In den letzten Jahrzehnten hat sich das Dorf auch zu einer Wohngemeinde entwickelt. Zahlreiche Erwerbstätige sind Wegpendler, die hauptsächlich in der Region Vevey-Montreux arbeiten.
In Roche befindet sich seit 1983 das Schweizer Orgelmuseum (Musée Suisse de l’Orgue), das in einem aus dem 16. Jahrhundert stammenden Gebäude einer ehemaligen Pferdewechselstation an der Strasse durch das Rhônetal untergebracht ist.

## Verkehr
Die Gemeinde ist verkehrstechnisch gut erschlossen. Sie liegt an der Hauptstrasse 9, die von Lausanne via Montreux ins Wallis führt. Der nächste Autobahnanschluss an die 1970 eröffnete A9 (Lausanne-Sion), welche das Gemeindegebiet durchquert, ist rund 3 km vom Ortskern entfernt. Am 10. Juni 1857 wurde der Abschnitt Villeneuve-Bex der Eisenbahnlinie von Lausanne ins Wallis mit einem Bahnhof in Roche eröffnet.

## Geschichte
Auf dem Gemeindegebiet sind Spuren aus der Römerzeit entdeckt worden. Zu dieser Zeit führte die wichtige Handelsstrasse von Aventicum (Avenches) via Octodurum (Martigny) über den Grossen Sankt Bernhard nach Italien durch das Gebiet von Roche.
Die erste urkundliche Erwähnung des Ortes erfolgte 1150 unter dem Namen Rocha. Später erschienen die Bezeichnungen Rochi (1177), la Rochy (1402) und Rochiz (1540). Seit dem Mittelalter gehörte das Dorf mit seiner Kirche und dem Spital den Chorherren vom Grossen Sankt Bernhard (Kirche und Spital blieben bis 1853 in deren Besitz).
Mit der Eroberung der Herrschaft Aigle durch Bern im Jahr 1476 gelangte Roche unter die Verwaltung des Gouvernements Aigle. Als Direktor der bernischen Salinen hielt sich der Arzt, Dichter und Naturforscher Albrecht von Haller von 1758 bis 1764 in Roche auf. Nach dem Zusammenbruch des Ancien Régime gehörte das Dorf von 1798 bis 1803 während der Helvetik zum Kanton Léman, der anschliessend mit der Inkraftsetzung der Mediationsverfassung im Kanton Waadt aufging. 1798 wurde es dem Bezirk Aigle zugeteilt. Im Jahr 1861 fielen zahlreiche Häuser einem Dorfbrand zum Opfer. Nachdem Roche 1896 von einer grossen Überschwemmung der Eau Froide betroffen wurde, wurde der Wildbach in seinem unteren Teil eingedeicht und verbaut. Im August 2007 wurde das Dorf wiederum überschwemmt und es entstand Sachschaden in Millionenhöhe – Personen kamen dabei glücklicherweise nicht zu Schaden.

## Sehenswürdigkeiten
Im alten Ortskern von Roche sind einige charakteristische Bauern- und Bürgerhäuser aus dem 17. bis 19. Jahrhundert erhalten. Das Schloss Roche, ein von einem viereckigen Turm flankierter Herrensitz, stammt aus dem 18. Jahrhundert und war Aufenthalts- und Arbeitsort von Albrecht von Haller als Direktor der Salinen in Roche.